# Xenotilapia nasus
Xenotilapia nasus — вид риб родини цихлових, знайдений у Бурунді і Конго. Середовищем проживання цього ендемісного виду є прісноводне озеро Танганьїка. Особини виду досягають довжини 9 см.